# Saulxures
Saulxures (tiếng Đức: Salzern) là một xã thuộc tỉnh Bas-Rhin trong vùng Grand Est đông bắc Pháp.